# Trà Lăng

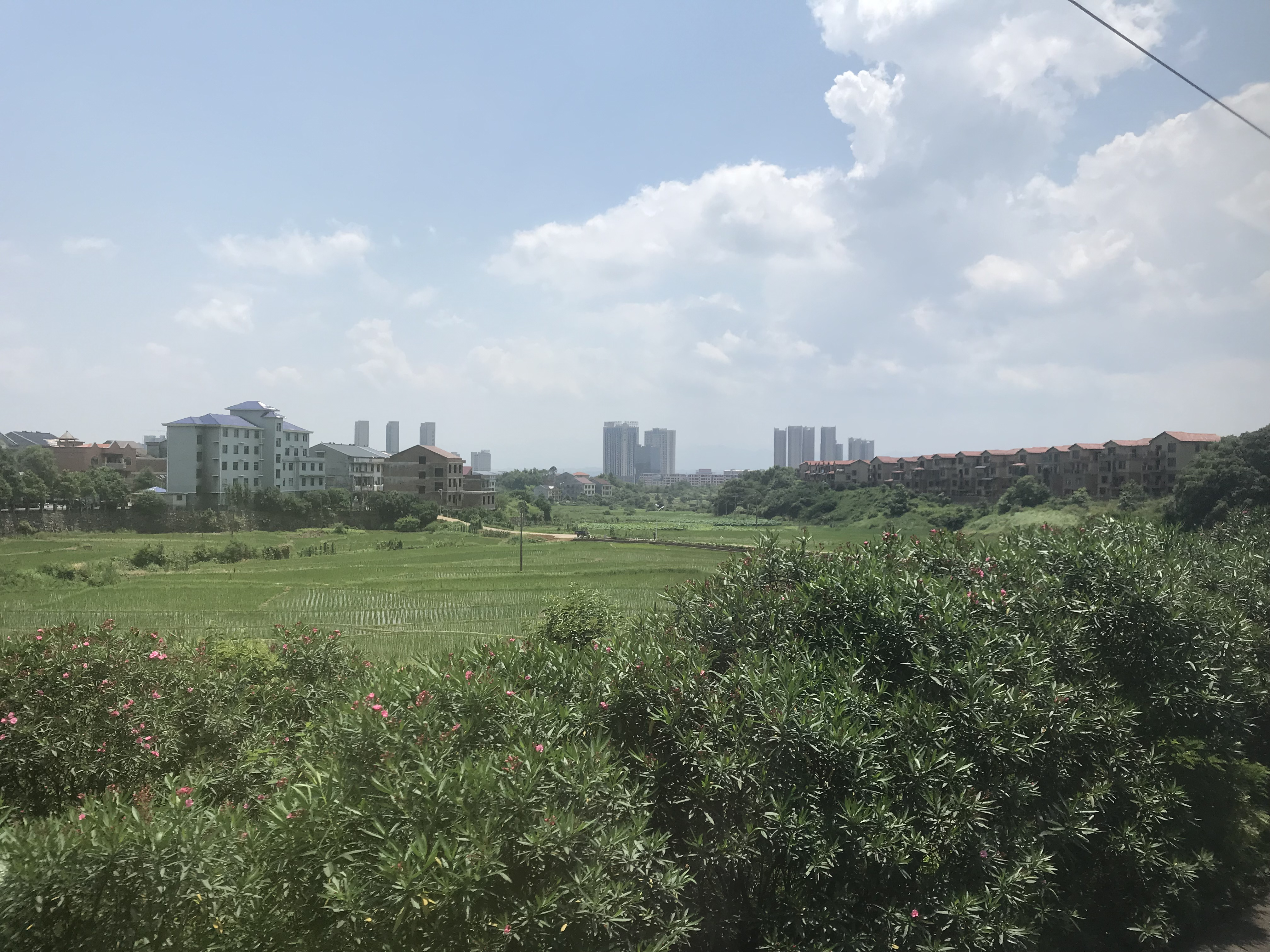
Trà Lăng

Trà Lăng (chữ Hán giản thể: 茶陵县) là một huyện thuộc địa cấp thị Chu Châu, tỉnh Hồ Nam, Cộng hòa Nhân dân Trung Hoa. Huyện này được thành lập năm 202 thời Hán Cao Tổ, thuộc Trường Sa quốc. Năm 1949 thuộc Chuyên khu Hoành Dương. Năm 1952 thuộc Chuyên khu Tương Đàm, sau đó thuộc Chu Châu. Huyện Trà Lăng có diện tích 2500 ki-lô-mét vuông, dân số 580.000 người.. Về mặt hành chính, huyện này được chia thành 28 trấn hương và nông trường.